# ATP Nizza 1992
L'ATP Nizza 1992 è stato un torneo di tennis giocato sulla terra rossa. È stata la 21ª edizione dell'ATP Nizza che fa parte della categoria World Series nell'ambito dell'ATP Tour 1992. Si è giocato a Nizza in Francia dal 13 al 19 aprile 1992.

## Campioni

### Singolare
Gabriel Markus ha battuto in finale  Javier Sánchez con il punteggio di 6–4, 6–4

### Doppio
Patrick Galbraith /  Scott Melville hanno battuto in finale  Pieter Aldrich /  Danie Visser con il punteggio di 6–1, 3–6, 6–4